# New York Police Blues
Pour la Police de New York, voir New York City Police Department.
New York Police Blues ou New York Police d'État au Québec (NYPD Blue) est une série télévisée américaine en 261 épisodes de 43 minutes, créée par Steven Bochco et David Milch et diffusée entre le 21 septembre 1993 et le 1er mars 2005 sur le réseau ABC.
En France, la série a été diffusée à partir du 3 juillet 1994 sur Jimmy et du 10 septembre 2004 au 22 juillet 2009  sur France 3, et au Québec à partir du 3 février 1995 à TQS, et rediffusée à partir du 25 août 2003 à Canal D,.
En octobre 2018 il est annoncé qu'ABC souhaite lancer une suite, avec comme personnage principal le fils d'Andy Sipowicz, Théo.

## Synopsis
Cette série relate la vie quotidienne d'enquêteurs de police travaillant dans le commissariat de la fictive 15e circonscription (15th precinct) situé à Manhattan, New York (NYPD signifie New York City Police Department, la lettre « C » étant omise dans le sigle). La plupart du temps, un épisode se déroule sur une journée pendant laquelle les inspecteurs enquêtent sur deux affaires (souvent un meurtre et une affaire plus légère).

## Distribution
- Dennis Franz (VF : Jacques Richard, Henri Poirier puis Gérard Rinaldi) : Andy Sipowicz
- David Caruso (VF : Bernard Tiphaine) : John Kelly (1993-1994)
- James McDaniel (VF : Luc Bernard) : Arthur Fancy (1993-2001)
- Sherry Stringfield (VF : Céline Monsarrat) : Laura Michaels (1993-1994)
- Amy Brenneman (VF : Gaëlle Savary) : Janice Licalsi (1993-1994)
- Nicholas Turturro (VF : Mark Lesser) : James Martinez (1993-2000)
- Gordon Clapp (VF : Philippe Peythieu (Saison 1 épisode 03) puis Bernard Bollet) : Greg Medavoy
- Sharon Lawrence (VF : Annick Cisaruk) : Sylvia Costas (1994-1999)
- Gail O'Grady (VF : Michèle Grellier et Annie Sinigalia) : Donna Abandando (1994-1996)
- Jimmy Smits (VF : Claude Giraud puis Joël Martineau[5]) : Bobby Simone (1994-1998, invité 2004)
- Tamara Tunie (VF : Anne Jolivet) : Lilian Fancy (1994-1997)
- Kim Delaney (VF : Véronique Augereau) : Diane Russell (1995-2001)
- Bill Brochtrup (VF : Emmanuel Karsen) : John Irvin (1999-2005)
- Justine Miceli (VF : Denise Metmer) : Adrienne Lesniak (1995-1996)
- Andrea Thompson (VF : Françoise Dasque) : Jill Kirkendall (1997-2000)
- Rick Schroder (VF : Alexandre Gillet) : Danny Sorenson (1998-2001)
- Henry Simmons (VF : Jean-Paul Pitolin) : Baldwin Jones (2000-2005)
- John F. O'Donohue (VF : Alain Flick puis Michel Lasorne) : Eddie Gibson (2000-2004)
- Garcelle Beauvais-Nilon (VF : Dominique Vallée) : Valerie Haywood (2001-2004)
- Charlotte Ross (VF : Anne Rondeleux) : Connie McDowell (2001-2004)
- Esai Morales (VF : Éric Etcheverry) : Tony Rodriguez (2001-2004)
- Mark-Paul Gosselaar (VF : Denis Laustriat) : John Clark Jr. (2001-2005)
- Jacqueline Obradors (VF : Hélène Chanson) : Rita Ortiz (2001-2005)
- Gabrielle Fitzpatrick (VF : Dorothée Jemma) : Naomi Reynolds (1997-1998)
- Currie Graham (VF : Guy Chapellier) : Thomas Bale (2004-2005)
- Bonnie Somerville (VF : Lysiane Meis) : Laura Murphy (2004-2005)
- Bruce A.Young (VF : Frédéric Norbert) : Leonard Peeler (2004)

 Source et légende : version française (VF) sur RS Doublage

## Autour de la série

### Localisation
La 15e circonscription (15th precinct) de New York, où est censée se dérouler la série n'existe pas. Pas plus que la 33e, citée également dans la série, ou la 27e (utilisée dans la série Law and Order).
À noter que la façade du bâtiment utilisée dans la série est celle du commissariat du 9e precinct, situé au 321 East 5th Street, déjà utilisée dans la série Kojak et qui a été refaite depuis.

## Récompenses & Nominations
4 Golden Globes, plus de 78 récompenses & 163 nominations.
- ALMA Award
  - 2002 : Esai Morales, (award) "Outstanding Actor"
  - 2002 : Jacqueline Obradors, (nommée) "Outstanding Supporting Actress"
  - 1999 : Jimmy Smits, (award) "Outstanding Drama Series", "Outstanding Individual Performance"
  - 1998 : Jimmy Smits, (award) "Outstanding Drama Series",
- American Cinema Editors, États-Unis
  - 1999 : Jane Kass, (award) "Best Edited One-Hour Series for Television"
  - 1994 : Lawrence Jordan, (nommée) "Best Edited One-Hour Series for Television"
- American Society of Cinematographers, États-Unis
  - 1994, 1995, 1996, 1997 : Brian J. Reynolds, (nommée) "Outstanding Achievement in Cinematography in Regular Series"
- Art Directors Guild
  - 1997 : Richard C. Hankins, Alan E. Muraoka, Lauren Crasco, (nommés) "Excellence in Production Design Award"
- BMI Film & TV Awards
  - 1994 à 2003 : Mike Post (award)
  - 1995, 1996 : Danny Lux (award) & Mike Post
  - 1997 à 2000 : Ian Dye (award) & Mike Post
  - 2001 à 2003 : Edward Rogers (award) & Mike Post
- Golden Globes, États-Unis
  - 1994 : David Caruso (award), Dennis Franz (nommé), Best TV-Series - Drama (award)
  - 1995 : Dennis Franz (award), Best TV-Series - Drama (nommé)
  - 1996 : Jimmy Smits (award), Best TV-Series - Drama (nommé)
  - 1997 : Jimmy Smits, Best TV-Series - Drama (nommés)
  - 1998 : Kim Delaney, Best TV-Series - Drama (nommés)
  - 1999 : Kim Delaney & Jimmy Smits, Best TV-Series - Drama (nommés)

## Commentaires
La série est très réaliste dans sa description du travail de la police criminelle. Elle est plus axée sur la question « comment faire avouer la personne ? » que sur le « qui a commis le crime ? » (il est inutile de chercher des plans machiavéliques de génies du crime à la Agatha Christie, c'est extrêmement rare, comme dans la réalité). L'évolution du comportement des policiers face à ce qu'ils voient (et face aux réactions de leurs collègues ou supérieurs) est également un élément important de la série.
Pour des raisons dramaturgiques évidentes (donc pas très réalistes sur ce point), le coupable est généralement trouvé au bout d'une journée d'enquête, peu avant la fin de l'épisode.
Même si ce n'est pas dans le synopsis de base, New York Police Blues est aussi devenue « l'histoire de la rédemption » d'Andy Sipowicz, seul personnage (excepté Greg Medavoy) présent dans tous les épisodes (et au début flic raciste, violent et alcoolique).
Cette série a été marquante dès son lancement pour sa forme très réaliste dans le travail de la police criminelle et aussi pour sa manière de filmer (imitation des images en prise "caméra à l'épaule", beaucoup de mouvements) qui immerge encore plus le téléspectateur dans l'action. Les grossièretés, la violence causée par les enquêteurs, la nudité de certaines scènes étaient aussi une grande nouveauté en 1993, surtout sur un canal hertzien. Cette forme paraît moins novatrice aujourd'hui et à cet égard, on peut considérer que 24 heures chrono ou The Shield ont emprunté la voie tracée par New York Police Blues.
La série a des extérieurs très new-yorkais alors qu'elle est principalement tournée en studio à Los Angeles.
France 3 a diffusé la série dans le désordre : pour rattraper Jimmy qui avait dix ans d'avance sur la diffusion, France 3 a commencé par la saison 10 suivie de la 11 avant de diffuser les saisons 7 à 9 et d'enchaîner avec la 12 alors que sa diffusion sur Jimmy n'était pas terminée. Depuis, France 3 a repris la série depuis le début pour diffuser les saisons 1 à 6. En France, certains épisodes seront donc restés plus de dix ans inédits sur le réseau hertzien.
Les saisons 1 à 4 sont disponibles en version DVD. Les autres saisons ne sont pas disponibles en version française. La mise à disposition au format numérique est planifiée pour les saisons 5 à 12 .
En Suisse, la RTS (anciennement TSR) a diffusé la série dans l'ordre dès le début.
En France, la chaîne POLAR+ la rediffuse depuis le début